# Willem de Zwart

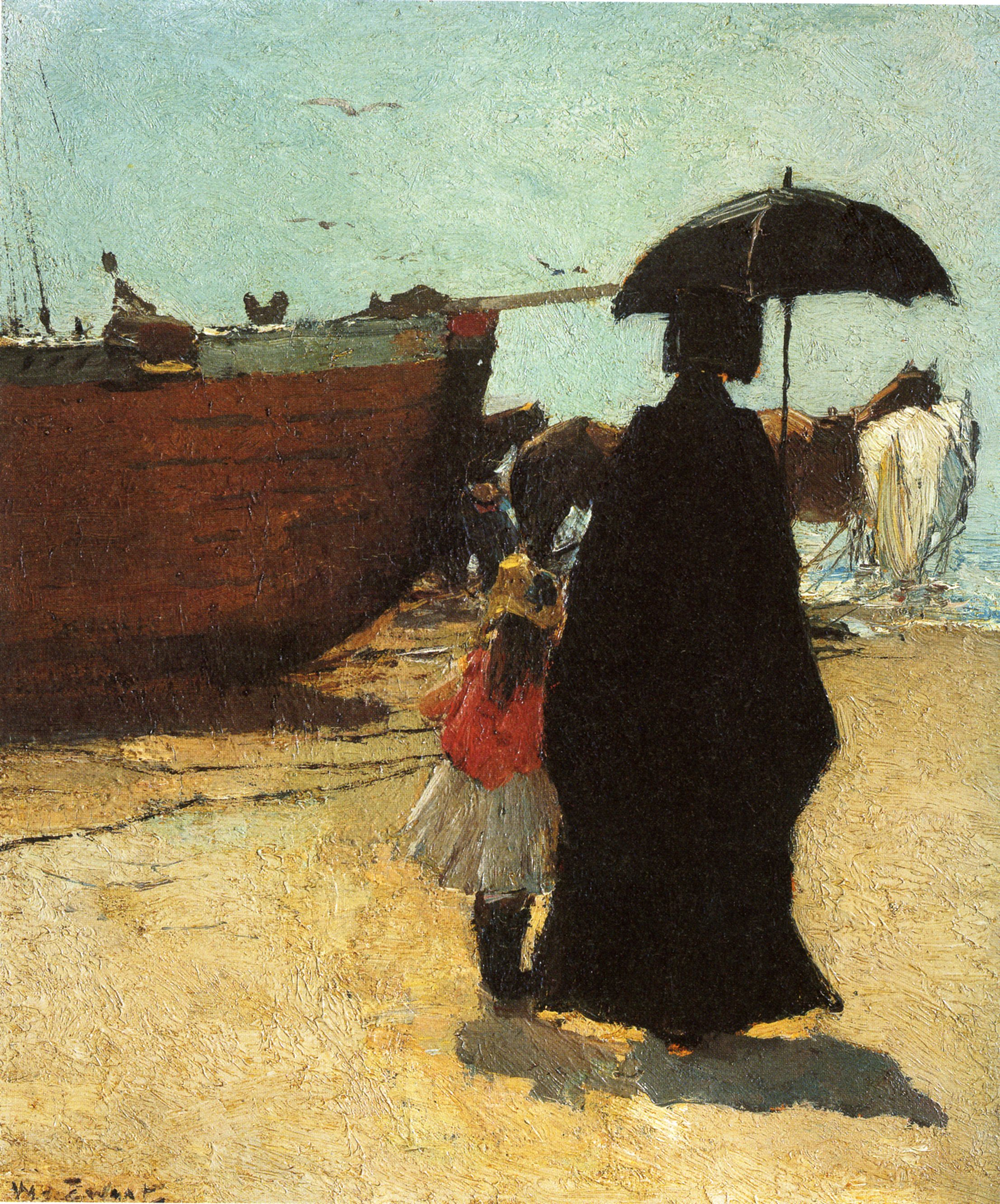
Am Strand

Wilhelmus Hendrikus Petrus Johannes de Zwart (* 16. Mai 1862 in Den Haag; † 11. Dezember 1931 ebenda) war ein niederländischer Maler, Radierer, Aquarellist und Zeichner. Er war ein Bruder von Pieter Martinus Antonius de Zwart.
Willem de Zwart studierte von 1876 bis 1880 an der Koninklijke Academie van Beeldende Kunsten in Den Haag unter der Leitung von Fridolin Becker und Johan Philip Koelman, dann von Jacob Henricus Maris. Er schuf Stadtansichten, Landschaften, Porträts und Stillleben in verschiedenen Techniken der Malerei und Grafik. Er wird der Zweiten Generation der Haager Schule zugerechnet. 
Er wurde Mitarbeiter der keramischen Werke Oud Rozenburg in Loosduinen. Er lebte und arbeitete in Den Haag (besuchte Paris 1883) bis 1894, Soest bis 1896, Hilversum bis 1898, Laren (Nordholland) bis 1900, Amsterdam bis 1905, Veur bis 1917 und wieder Den Haag ab 1917.
Zu Lebzeiten erhielt er zahlreiche Preise für seine Arbeiten bei verschiedenen in- und ausländischen Ausstellungen. Er zeigte seine Werke auf den Weltausstellungen: World’s Columbian Exposition Chicago 1893 und Oud Antwerpen 1894.